# Бжостек (город)
Бжостек (пол. Brzostek) — город в Польше, входит в Подкарпатское воеводство Имеет статус городско-сельской гмины.

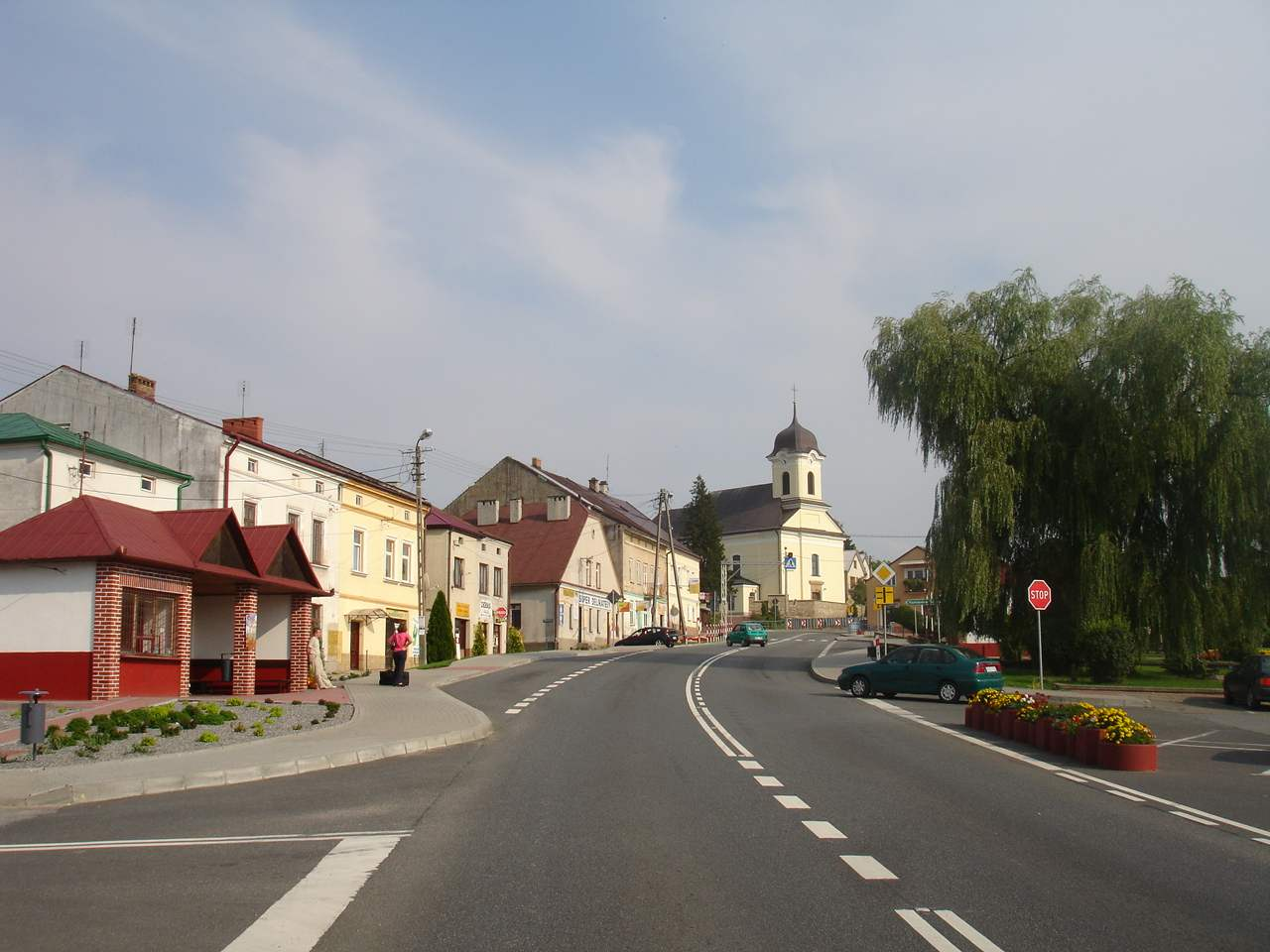
Бжостек

Статус города получил в 2009 году.
Население  — 2722 человек (2021).

## Население
| 2021 |
| ---- |
| 2722 |

## Памятные места
- Воинское кладбище № 222 — памятник культуры Подкарпатского воеводства;
- Воинское кладбище № 225, на котором похоронены 97 русских солдат, павших 7 мая 1915 года во время сражения за Бжостек.

1. 1 2 3  https://bdl.stat.gov.pl/api/v1/data/localities/by-unit/061813603024-0814493?var-id=1639616&format=jsonapi